# Hoya espaldoniana
Hoya espaldoniana är en oleanderväxtart som beskrevs av Kloppenb., Siar och Cajano. Hoya espaldoniana ingår i släktet Hoya och familjen oleanderväxter. Inga underarter finns listade i Catalogue of Life.